# Phlogacanthus parviflorus
Phlogacanthus parviflorus är en akantusväxtart som beskrevs av T. Anders.. Phlogacanthus parviflorus ingår i släktet Phlogacanthus och familjen akantusväxter. Inga underarter finns listade i Catalogue of Life.